# フリードリヒ・ホスバッハ
フリードリヒ・ヴィルヘルム・ルートヴィヒ・ホスバッハ（Friedrich Wilhelm Ludwig Hoßbach、1894年11月21日 - 1980年9月10日）は、ドイツの陸軍軍人。陸軍歩兵大将。第4軍司令官。1934年から1938年まで、ヒトラーの総統付高級副官を務めた。

## 経歴

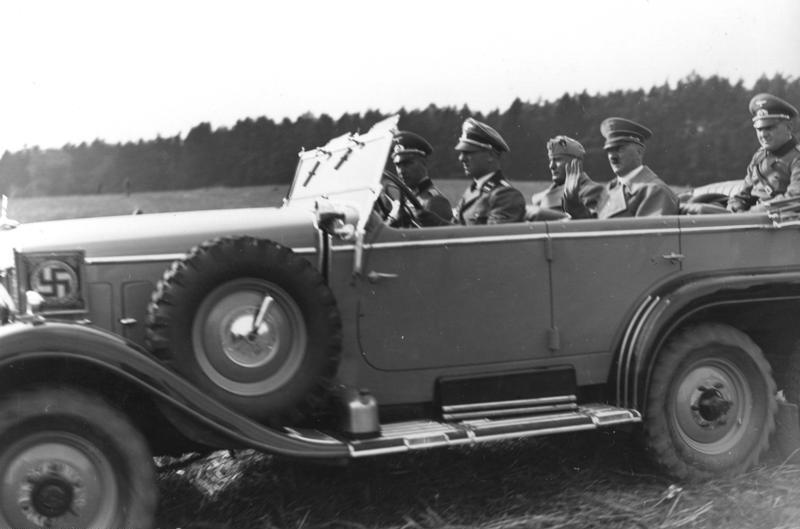
ヒトラーとムッソリーニの車に同乗するホスバッハ（右）。

ホスバッハは1894年、現在のノルトライン＝ヴェストファーレン州のウンナ（de:Unna）に生まれた。陸軍士官学校卒業後、1913年にドイツ帝国陸軍に入営。第一次世界大戦では参謀将校として東部戦線で戦った。戦後は国防省に入り、参謀本部で中央課長を務めていた。1934年、現職のまま総統付副官となり、ヒトラーの側近く仕えるようになる。
ホスバッハは典型的なプロイセン軍人であり、国防軍将校団からの信頼も厚かった。しかし1938年に起ったブロンベルク罷免事件では、陸軍総司令官のフリッチュ上級大将を弁護してヒトラーに反抗する。そのため総統付副官の職を解かれ、参謀本部へ戻った。

### 第二次世界大戦
第82歩兵連隊長として第二次世界大戦を迎え、1940年10月、対仏戦の戦功で騎士鉄十字章を受章した。その後は第31歩兵師団長などを歴任し、主に東部戦線で戦う。1942年11月には陸軍中将、1943年11月には歩兵大将に昇進し、1943年9月には柏葉付騎士鉄十字章を受章した。
1943年8月から第56装甲軍団長を務める。しかし赤軍の反攻が始まると、ドイツ軍は徐々に押された。1944年6月のバグラチオン作戦による大敗の後、7月18日には北方軍集団指揮下の第4軍司令官に任命された。しかし1945年1月になると、第4軍は東プロイセンで第3装甲軍とともに赤軍に包囲されて孤立してしまう。
ホスバッハと第3装甲軍司令官エアハルト・ラウス大将は、共同して北方軍集団司令官ゲオルク＝ハンス・ラインハルト上級大将に対し、「軍を撤退させ戦線を収縮するべき」と進言した。この時、ホスバッハは「我々には総統の幻想と現実との間に身を置く余裕は残されていない」と述べている。ラインハルト上級大将は同意し、ヒトラーに撤退の許可を求めた。しかし、東プロイセンはドイツの本領であり、また多くのドイツ市民が残されていたこともあって拒否された。ホスバッハは独断で第4軍の退却を開始し、東プロイセンは放棄された。ラインハルトはこの退却を追認したが、ヒトラーは激怒し、ホスバッハは1月29日付けでラインハルト共々解任された。
解任後、ホスバッハはゲッティンゲンで療養に当たっていたが、友人からゲシュタポによる逮捕の手が迫っていると警告された。4月7日、ついにゲシュタポが家を訪れ、彼は拳銃を発砲するなどして抵抗していたが、1時間後にアメリカ軍がゲッティンゲンに進駐、そのまま保護・逮捕された。その後1947年に釈放された。

## ホスバッハ・メモランダム
ホスバッハが総統副官時代に残した記録がホスバッハ・メモランダムである（ホスバッハ覚書とも呼ばれる）。特に1937年11月5日午後4時15分から行われた会議の記録は、ニュルンベルク裁判でもヒトラーによる侵略戦争計画の重要な証拠として採用された。

### 1937年11月5日会議の記録

#### 概要
この会議はブロンベルクが物資配分の調整を目的に開催を要望したものだったが、ヒトラーは時に反抗的な態度を見せるフリッチュを牽制する目的で会議を開催させた。会議の最初にヒトラーは「私が死んだ場合は遺言と見なしてほしい」と述べ、生存圏確保のための戦争計画を発表した。

#### 主要な参加者

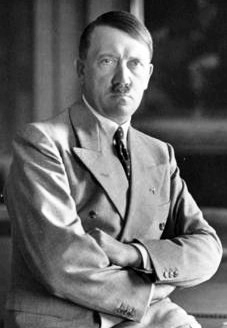
アドルフ・ヒトラー（総統）
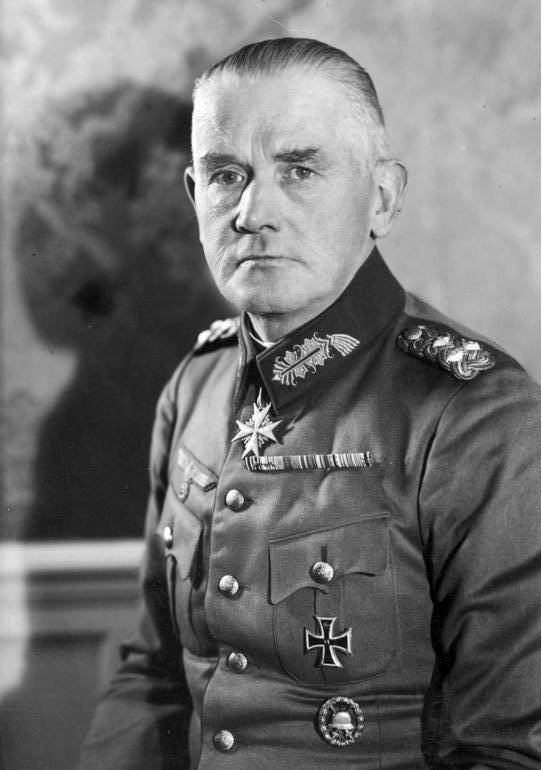
ヴェルナー・フォン・ブロンベルク（国防相）
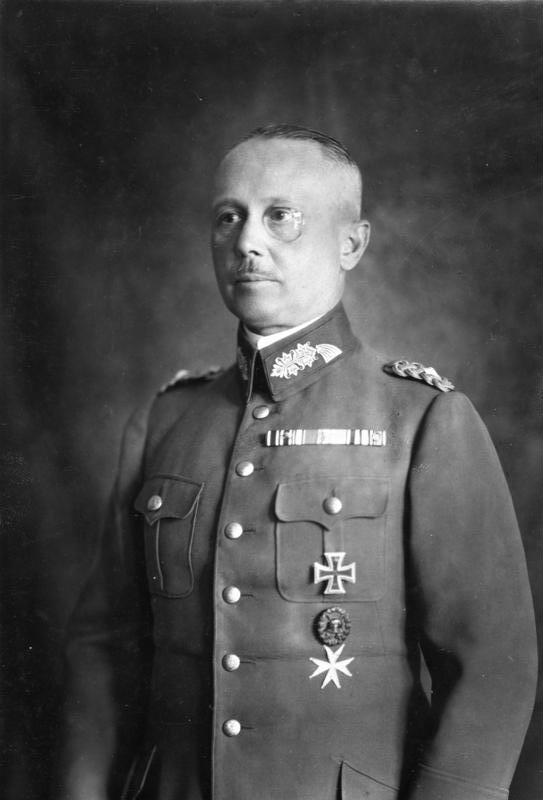
ヴェルナー・フォン・フリッチュ（陸軍総司令官）
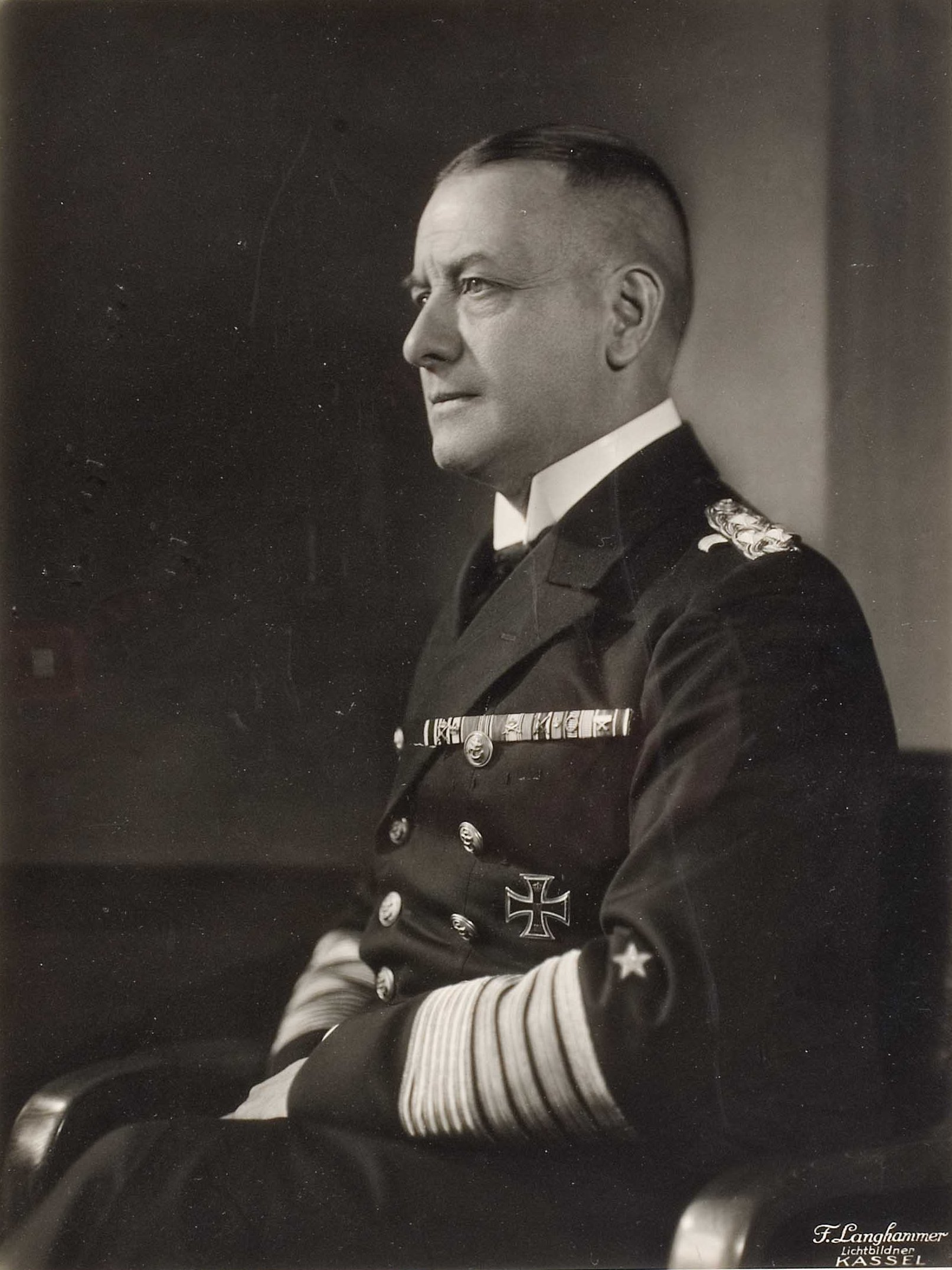
エーリヒ・レーダー（海軍総司令官）
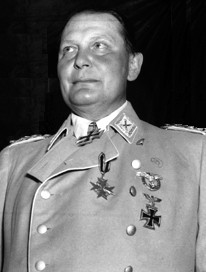
ヘルマン・ゲーリング（空軍総司令官）
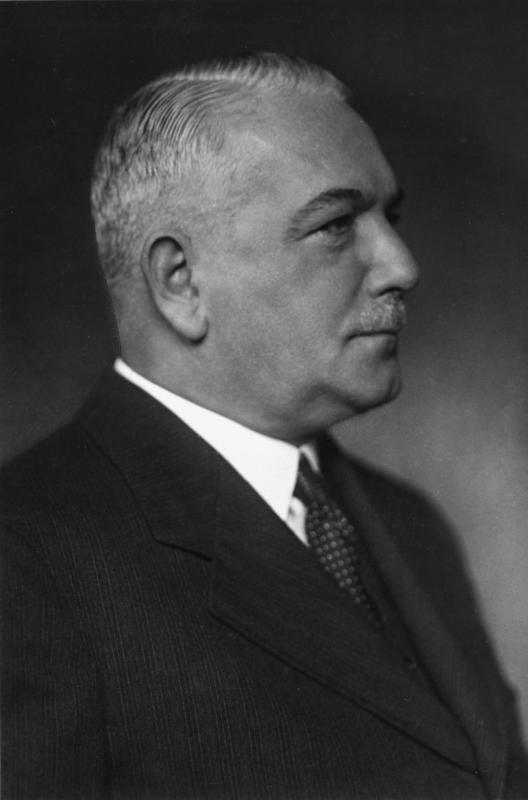
コンスタンティン・フォン・ノイラート（外相）

#### 計画の要旨
- 8500万を超えるドイツ国民の生存のためには、食糧と資源が必要であり、領土拡張の必要がある。
- しかし、海はイギリスに押さえられているので、ヨーロッパに土地を求めなくてはならない。
- ドイツが打倒する目標はまずチェコスロバキアとオーストリアである。
- その開戦の時期は次の三つの時期が選ばれる。

1. 1945年以降には他国の軍備が整うと見られるので、1943年から1945年の間に開戦する。
2. フランスが内紛により、対独戦力を失った時。
3. フランスが他国との戦争により、対独戦力を失った時。

- フランスが戦うとすれば、相手はイタリアである。現在のスペイン内戦が続き、イタリアの地中海進出が継続されれば、イタリアと英仏の戦争が発生する。その時期は決定的に近い未来であり、早ければ1938年にも起りうる。
- ドイツがチェコ・オーストリアを攻撃しても、ポーランドはソ連、ソ連は日本を警戒し介入しない。
- しかし、チェコに対する攻撃は「電撃的」に行われなければならない。

#### 反応

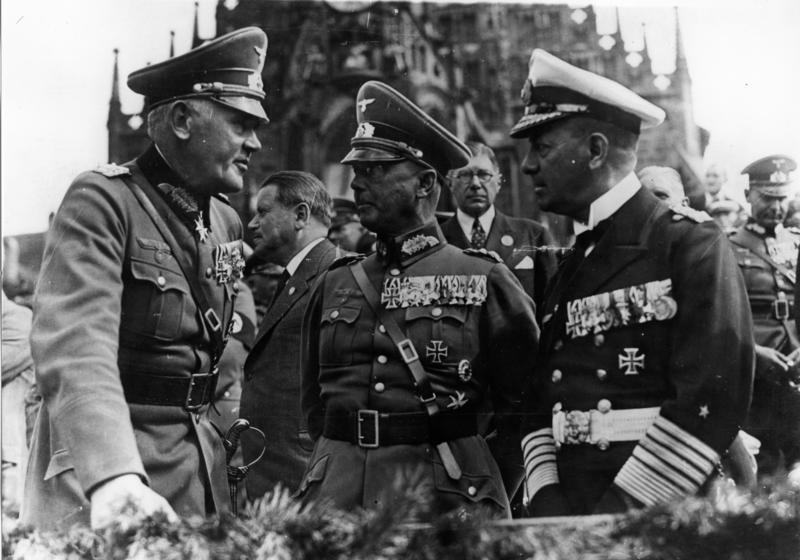
左からブロンベルク、フリッチュ、レーダー。1936年9月

ブロンベルクとフリッチュは、ドイツ軍の軍備がまだ整っていないと述べ、また、フランスはイタリアと同時にドイツと戦う能力があるとして分析に異を唱えた。また、ブロンベルクはチェコの防衛線はマジノ線並に強固であり、突破は困難であるとした。レーダーも海軍には戦艦が存在しない現状で戦争は出来ないと後に述べている。ノイラートも早い時期での英仏との衝突は考えられないとし、ニュルンベルク裁判では「私の外交政策を根底から覆すものであった」と当時の衝撃を述べている。
ヒトラーは軍の反抗姿勢に不快感を示し、後にブロンベルク罷免事件による軍の粛清に乗り出すことになる。

## 関連文献
- ワルター・ホーファー編（救仁郷繁訳）『ナチス・ドキュメント――1933-1945年』（論争社, 1960年／ぺりかん社, 1969年）

ナチス政権の原資料を抜粋・編集したもの。「ホスバッハ覚書」の原文が日本語で参照できる。
- Dankwart Kluge, Das Hossbach-"Protokoll": die Zerstorung einer Legende (Leoni am Starnberger See: Druffel-Verlag, 1980).